# Eurytoma hallami
Eurytoma hallami is een vliesvleugelig insect uit de familie Eurytomidae. De wetenschappelijke naam is voor het eerst geldig gepubliceerd in 1920 door Girault.